# هگیسینوس
هگیسینوس پرگامونی (به یونانی: Ἡγησίνους) فیلسوف شک‌گرای آکادمیک اهل پرگامون بود. او جانشین ایواندر و سلف کارنیادس به‌عنوان رهبر (پژوهشگر) آکادمی افلاطونی بود و برای مدتی، در حدود سال ۱۶۰ پیش از میلاد در آن‌جا خدمت کرد. هیچ اطلاعات دیگری از او در دست نیست.